# Бой у мыса Сент-Джордж
Бой у мыса Сент-Джордж — одно из боевых столкновений в ходе Тихоокеанской кампании Второй мировой войны. Произошло в ночь с 24 на 25 ноября 1943 года, между мысом Сент-Джордж (остров Новая Ирландия) и островом Бука. Этот бой стал последним из морских сражений в схватке за Соломоновы острова.

## Предыстория
1 ноября 1943 года на Бугенвиль высадился американский десант и это стало угрозой для японской базы на острове Бука. Японским командованием было принято решение перебросить 900 солдат в качестве пополнения гарнизона Буки, и снять с острова 700 авиатехников, поскольку аэродром на острове практически утратил стратегическое значение.
Было сформировано соединение эсминцев. Эсминцы «Амагири», «Югири» и «Удзуки» использовались в качестве транспортов, а «Онами» и «Макинами» — в качестве прикрытия.
Американскому командованию стало известно об этом конвое благодаря авиаразведке и наперехват были посланы 5 эсминцев — «Чарльз Осборн», «Клакстон», «Дайсон», «Конверс» и «Спенс».

## Бой
Пополнение было благополучно доставлено, и, приняв на борт аэродромный персонал, японские эсминцы взяли курс на Рабаул.
Примерно в 1:40 «Онами» и «Макинами» были обнаружены американцами, стерегущими пролив между островами. «Чарльз Осборн», «Клакстон» и «Дайсон» произвели торпедную атаку. Получив сразу несколько попаданий, «Онами» сразу затонул. «Макинами» также получил серьёзные повреждения от торпедного попадания, однако остался на плаву и был потоплен артиллерийским огнём c «Конверса» и «Спенса». В это же время радары американских кораблей обнаружили и эсминцы-транспорты. «Чарльз Осборн», «Клакстон» и «Дайсон» пустились в погоню. Пытаясь спасти хотя бы часть своих сил, японцы приняли решение разойтись, поставив американцев перед выбором — какой корабль преследовать. Выбор пал на «Югири». Невзирая на ожесточённое сопротивление, в 3:28 он был потоплен сосредоточенным артиллерийским огнём. Попытка догнать остальные корабли оказалась безуспешной, и в 4:04 американские корабли прекратили погоню и повернули обратно.

## Итоги
Этот бой стал последним в кампании на Соломоновых островах и подвёл черту под Токийским экспрессом, продемонстрировав превосходство сил США в ночных боях ввиду использования радаров. С этого дня и до битвы за Сайпан 19 июня 1944 года на Тихоокеанском театре военных действий не произошло ни одного серьёзного столкновения на море.